# Salome
Salomé (uradno Christa Žentiily, rojena kot Nenad Ćuća Žentil), hrvaško-slovenska pevka, igralka, transspolna ženska in udeleženka resničnostnih oddaj, * 23. november 1968, Rab, Hrvaška
Avgusta 2008 se je začasno preimenovala v Salome Ćuća Žentil. Navdih za potrditev spola je dobila od Anđele, srbske transspolne osebe, ki jo je srečala na transkonferenci v Berlinu. Leta 2009 je izšla njena biografska knjiga z naslovom Novo rojstvo, ki jo je napisal Tomaž Mihelič.

### Zgodnja leta
Rodila se je Milici (kuharici in snažilki) in Vladimirju (peku). Ima starejšega brata in starejšo sestro. Zdravnik je staršema rekel, da ne bo nikoli shodila, ker naj njene noge ne bi imele dovolj razvitih mišic, vendar je naposled le naredila svoje prve korake. Vzgajana je bila v tradicionalnem katoliškem duhu, čeprav se danes, kot pravi, predvsem zaradi nemoralnih dejanj Rimskokatoliške cerkve ne počuti več kot njena pripadnica. Opravljene ima vse zakramente. S starši ni imela dobrega odnosa. Kot otrok je bila z njihove strani večkrat zaničevana in tepena, tudi kadar se je na skrivaj oblačila v mamina oblačila ali pa kuhala, saj to po mnenju njene matere ni bilo »moško« opravilo. Odnosi z materjo so se umirili šele v poznejših letih, ko jo je sprejela takšno, kakršna je. Kot otrok si je želela postati poklicna plesalka, vendar te želje ni uresničila.
Pri štirinajstih letih je Salome sodelovala na polzasebnih transvestitskih nastopih, ki so jih prirejali turisti na rabski plaži, neformalno namenjeni skupnosti LGBT. Kmalu zatem je odšla na služenje vojaškega roka v tedanjo JLA v Pulju. Ob izbruhu vojne na Hrvaškem je bila Salome vpoklicana v vojsko, vendar ker se je že tri leta prej izselila in je delala na bencinski črpalki v Milanu, ji v vojsko ni bilo treba.

### Začetki javnih nastopov
Na transvestitskem večeru v klubu K4 jo je na enem izmed t. i. roza večerov, namenjenih LGBT skupnosti, Brane Mozetič povabil k rednemu sodelovanju pri tamkajšnjih nastopih. V 90-ih letih je nastopila tudi v različnih TV-serijah, v dokumentarnem filmu in v celovečercu.

### Potrditev spola
Prsi ji je naredil kirurg Siniša Glumičić. Psihiatrični test za potrditev transspolnosti je opravila pri Slavku Ziherlu.
Ker sama ni imela dovolj finančnih sredstev za kritje vseh stroškov operacije, je v ljubljanskem klubu Inbox organizirala dobrodelno zabavo Salome's Diva Carneval, na kateri so povabljenci lahko darovali v namene njenega posega. Nastopile so Anđa Marič, Nina Osenar, Tomaž Mihelič (kot Marlenna), Petra Slapar, Sanja Grohar in Vesna Zornik. 24. marca 2009 je pri estetskem kirurgu Miroslavu Djordjeviću v Beogradu uspešno prestala operativni poseg potrditve spola.

### Gledališko udejstvovanje
Leta 2018 je Salomé nastopila v muzikalu Menopavza v produkciji Špas teatra. Ob njej so nastopile Helena Blagne, Zvezdana Mlakar in Urška Vučak Markež. Leto zatem je nastopila še v hrvaški različici predstave, Menopauza.
Jeseni 2023 je v Festivalni dvorani Pionirskega doma premierno uprizorila avtorski stand up kabaret Iznenada Salomé. S predstavo je obiskala več krajev po Sloveniji.

## Nastopi v resničnostnih oddajah

### Big Brother Hrvaška
Leta 2008 se v hrvaški različici resničnostnega šova Big Brother ni uvrstila v finale.

### Kmetija Slavnih
Leta 2009 se je udeležila slovenskega resničnostnega šova Kmetija slavnih, kjer je kot šesta izpadla v dvoboju s sotekmovalko Majo Prašnikar v preizkusu znanja.

### MasterChef Slovenija 2017
V 3. sezoni oddaje MasterChef Slovenija je zasedla tretje mesto. 19. maja 2017 je kuhala na otvoritvi ljubljanskega bistroja MihaChef nekdanjega tekmovalca MasterChefa Mihe Hauptmana.

## Gledališki nastopi
- Menopavza (Špas teater, 2018)
- Menopauza (Špas teater, v hrvaščini, 2019)
- Iznenada Salomé (2023)

## Diskografija
- Laži me (Nika Records, 2007) (COBISS)